# Volby v Irsku
Volby v Irsku jsou svobodné. Volí se do parlamentu, místních zastupitelstev a Evropského parlamentu. Každých sedm let probíhají prezidentské volby. Do parlamentu je poměrným volebním systémem voleno 166 poslanců na pětileté volební období.

## Dominantní politické strany
- Fine Gael
- Labouristická strana
- Fianna Fáil
- Sinn Féin
- Socialistická strana